# Warszawa Raków
Warszawa Raków – przystanek Warszawskiej Kolei Dojazdowej położony na terenie warszawskich Włoch pod wiaduktem ul. Łopuszańskiej.
W roku 2022 wymiana pasażerska na przystanku wyniosła 2 000-3 000  osób.

## Opis przystanku
Przystanek składa się z dwóch peronów jednokrawędziowych, na których znajdują się blaszane wiaty. Na perony można się dostać z poziomu wiaduktu ul. Łopuszańskiej schodami (z rampami dla wózków) oraz wejściami od ul. Krakowiaków i Pryzmaty. Stacja obsługuje połączenia w kierunku Warszawy Śródmieście (peron 1) i w kierunku Grodziska Mazowieckiego (peron 2). Na przystanku nie ma pełnozakresowej kasy biletowej. Na stacji znajdują się dwa automaty biletowe, w których można zakupić bilety Warszawskiej Kolei Dojazdowej oraz Zarządu Transportu Miejskiego.